# El monje que vendió su Ferrari
El Monje Que Vendió Su Ferrari es un libro de autoayuda por Robin Sharma, un escritor y orador motivacional. El libro es una fábula empresarial derivado de las experiencias personales de Sharma después de dejar su carrera como abogado litigante a la edad de 25 años.

## Publicación
El Monje Que Vendió Su Ferrari fue publicado en 2000 por Editores de Collins del Harper, y ha vendido más de tres millones de copias hasta 2013. Una traducción reciente al idioma dogri fue hecha por Champa Sharma. Sharma también escribió muchos otros libros en la serie, como Las Letras Secretas Del Monje Que Vendió Su Ferrari Rojo, Sabiduría de Liderazgo del Monje Que Vendió Su Ferrari, Descubre tu Destino con el Monje que vendió su Ferrari y Sabiduría Familiar del Monje que Vendió Su Ferrari.

## Sinopsis
El libro se desarrolla alrededor de dos personajes, Julián Mantle y su mejor amigo John, en la forma de conversaciones. Julián narra sus experiencias espirituales durante un viaje al Himalaya que emprendió después de vender su casa vacacional, dejar a su mujer y deshacerse de su Ferrari.